# 銀の葡萄
株式会社銀の葡萄（かぶしきがいしゃぎんのぶどう）は、大阪府大阪市中央区北久宝寺町にオフィスを置く日本の外食事業者である。「麺’s room 神虎」「鶏 soba 座銀」など、ラーメン店を主体とした飲食店を国内外で運営、FC展開する。社名は「数字より大切なものがあり（銀）、従業員一人一人（葡萄の粒）によって会社が成り立っている」という考えから名付けられた。

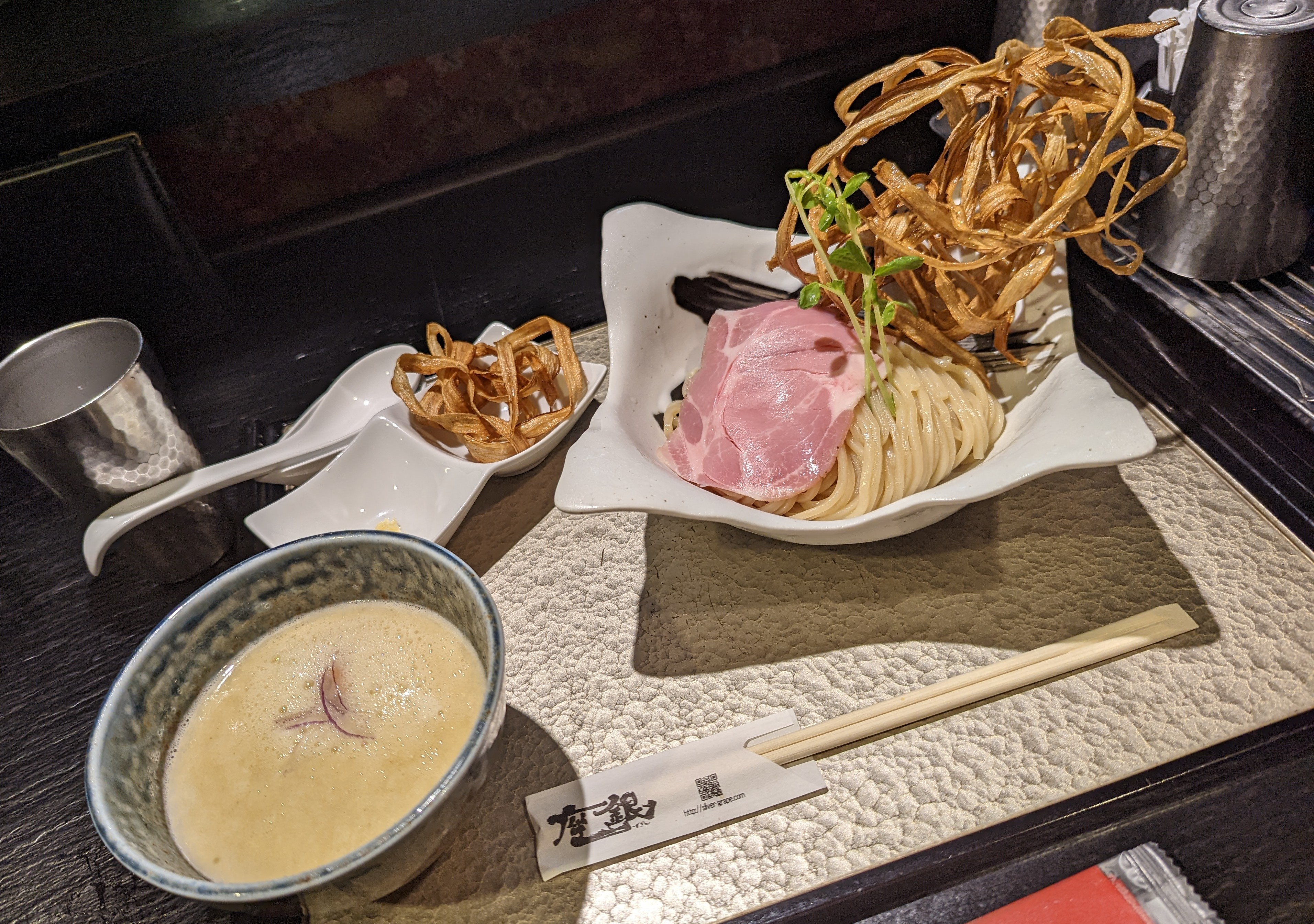
「鶏 soba 座銀」で提供されるつけ麺

## ブランド
- 麺’s room 神虎 - 豚骨ラーメンを提供。人気ナンバーワンの「神虎らーめん」や激辛の「赤虎らーめん」などを提供する[2]。
- 鶏 soba 座銀 - 鶏白湯ラーメンに鶏と豚の2種類のチャーシューと牛蒡の素揚げをトッピングした「鶏 soba」が看板メニュー[3]。
- 鯛白湯らーめん 〇de▽ - 読み方は「タイパイタンラーメン マルデサンカク」。円形と三角形の形をしたメンマが特徴[4]。
- 中華そば・焼きめし フラン軒
- NEXT□ - 読み方は「ネクストシカク」。牡蠣白湯ラーメンが中心メニュー。〇de▽のネクストブランド扱い。
- メンヤ ニューオルド
- 1/f（エフブンノイチ）
- チーズティー専門店 この世界観
- シュウマイサカバ 満ち汐のロマンス

### その他
銀の葡萄はフランチャイズ展開しており、現在フランチャイズ専用に用いられているブランドとしてメンヤ ニュークラシックが存在する。